# Station Elsenham
Elsenham is een spoorwegstation van National Rail in Elsenham, Uttlesford in Engeland. Het station is eigendom van Network Rail en wordt beheerd door Greater Anglia. Het station is geopend in 1845.